# 柳澤純
柳澤 純（やなぎさわ じゅん、1963年8月31日 - ）は、日本の生命科学者。
コロンビア大学耳鼻咽喉科博士研究員、東京大学分子細胞生物学研究所助教授、筑波大学大学院生命環境科学研究科教授等を歴任したが、科学における不正行為を行っていたことが明らかになり職を失った。第5回（平成20年度）日本学術振興会賞受賞。

## プロフィール
東京都出身。流されやすく、飽きっぽい性格を自認する。大した関心はなかったものの経済学、数学などの学部を受験し軒並み合格した。その後両親が生物学者だったため、結局東京大学教養学部理科二類に進学したが、大学ではあまり勉強をせず、薬剤師国家試験、放射線取扱主任者試験に3度落ちる。また必修のドイツ語で全て単位を落とし、本来は留年するはずだったが、事務の不手際で3年次に進級した。友人の勧めで3年次からは東京大学薬学部に進んだ。
1987年東京大学薬学部卒業、1989年東京大学大学院薬学系研究科修士課程修了、1992年東京大学大学院薬学系研究科博士課程修了。学生時代はDNA修復についての研究に従事。1992年三菱化成総合研究所（現三菱化学科学技術研究センター）研究員。生命の基本動作原理をDNAレベルで解明、制御することを目的とし、1995年から、コロンビア大学耳鼻咽喉科博士研究員。細胞死の研究に携わる。1996年に帰国後は、東京大学分子細胞生物学研究所助手に着任し、研究室の加藤茂明教授の下、生理活性低分子に着目し、核内レセプター等のタンパク質やRNAによる生命制御ネットワークの解明し、病気の治療に役立てることを目指し研究を行っている。老化・癌化・線維化疾患を中心とした解析と治療法開発を行っていた。
2002年東京大学分子細胞生物学研究所助教授に昇任、同年から筑波大学大学院生命環境科学研究科教授、2008年から筑波大学先端学際領域センター教授。
論文での写真使い回しによる捏造疑惑が疑われたが、画像に改ざんがあったとする調査結果を大学が発表した2014年3月に筑波大学を辞職した。なお、柳澤はかつて東京大学の加藤茂明の研究室に所属していたが、その加藤も論文の改竄などが発覚し、東京大学を辞職している。

### 略歴
- 1987年3月、東京大学薬学部薬学科卒業
- 1989年3月、東京大学大学院薬学系研究科修士課程修了
- 1992年3月、東京大学大学院薬学系研究科博士課程修了、博士(薬学)取得
- 1992年4月～1993年3月、三菱化成総合研究所研究員
- 1993年4月～1995年2月、ラホヤ癌研究所博士研究員
- 1995年3月～1996年11月、コロンビア大学耳鼻咽喉科博士研究員
- 1996年12月～2002年1月、東京大学分子細胞生物学研究所（加藤茂明研究室）助手
- 2002年2月～2002年3月、東京大学分子細胞生物学研究所助教授
- 2002年4月～2008年11月、筑波大学大学院生命環境科学研究科教授
- 2008年12月～2014年3月、筑波大学先端学際領域研究センター教授